# 27192 Selenali
27192 Selenali este un asteroid din centura principală de asteroizi.

## Descriere
27192 Selenali este un asteroid din centura principală de asteroizi. A fost descoperit pe 12 februarie 1999 la Socorro, New Mexico, în cadrul proiectului LINEAR. Asteroidul prezintă o orbită caracterizată de o semiaxă mare de 2,32 ua, o excentricitate de 0,16 și o înclinație de 4,9° în raport cu ecliptica.